# سمبوکو، آکیتا
سمبوکو، آکیتا از شهرهای استان آکیتا ژاپن است که جمعیت آن در ۱ ژانویه ۲۰۰۸ ۳۰٬۸۸۵ نفر بوده‌است.